# Autoestrada RA15 (Itália)
A Autoestrada RA15 (também conhecida como Tangenziale di Catania) é uma autoestrada tangencial de Catânia, na Itália. Com 24 km de extensão, sua gestão está a cargo da concessionária ANAS S.p.A. Na rede de estradas europeias, faz parte do traçado da E45. Possui grande importância logística na região da Sicília, pois serve como ligação entre as autoestradas A18, A19 e Catânia-Siracusa.

## Percurso
| Tangenziale di Catania Raccordo autostradale 15 |                                                              |      |      |           |                  |
| Tipo                                            | Saída                                                        | ↓km↓ | ↑km↑ | Província | Estrada europeia |
|                                                 | Messina Catania centro                                       | 0,0  | 24,0 | CT        |                  |
|                                                 | Gravina di Catania                                           | 2,8  | 20,5 | CT        |                  |
|                                                 | Catania San Giovanni Galermo                                 | 4,5  | 18,8 | CT        |                  |
|                                                 | Catania circonvallazione - Misterbianco                      | 9,6  | 13,7 | CT        |                  |
|                                                 | Catania San Giorgio                                          | 12,4 | 10,9 | CT        |                  |
|                                                 | Area di servizio "San Giorgio"                               | 13,4 | 9,9  | CT        |                  |
|                                                 | Palermo - Catania                                            | 14,9 | 8,4  | CT        |                  |
|                                                 | Catania - Asse dei servizi Aeroporto de Catânia-Fontanarossa | 16,1 | 7,2  | CT        |                  |
|                                                 | Zona industriale nord                                        | 17,1 | 6,2  | CT        |                  |
|                                                 | Siracusa                                                     | 19,9 | 3,5  | CT        |                  |
|                                                 | Zona industriale sud - Passo Martino                         | 20,7 | 2,6  | CT        | -                |
|                                                 | Orientale Sicula                                             | 24,0 | 0,0  | CT        | -                |